# Alter Hafen (Bremerhaven)

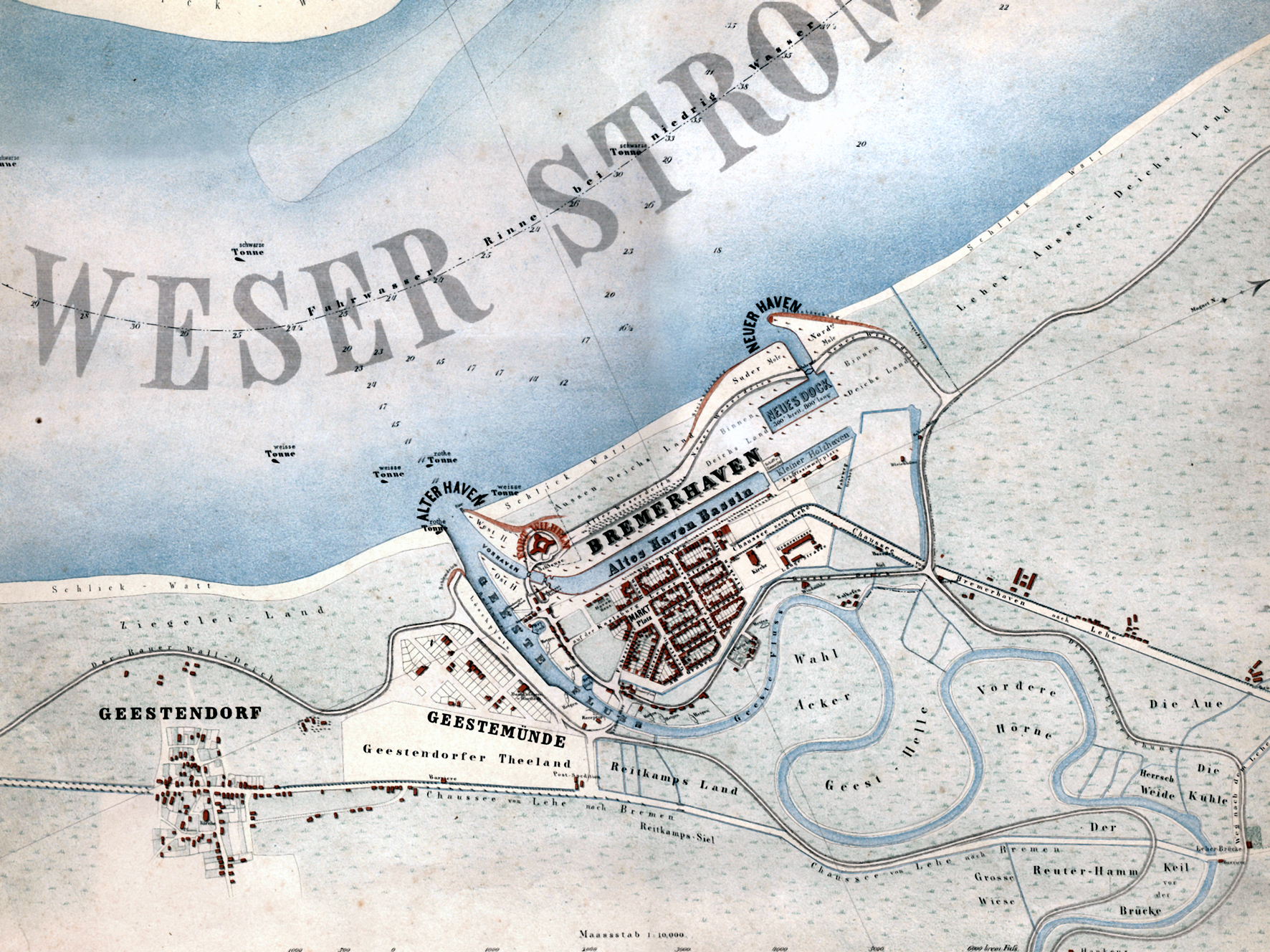
A Régi kikötő 1849-ben

A Régi kikötő (németül: Alter Hafen) volt az első Bréma városállam által épített kikötőlétesítmény a mai Bremerhaven területén. Ma már csak a mesterséges kikötőmedence egy része látható, amelyet a Német Tengerhajózási Múzeum használ.

## Története
A Bréma által 1827-ben megalapított Bremerhaven első kikötőjét 1827-és '30 között építették. A kivitelezésre holland vállalatokat kértek fel, akiknek jelentős vízépítési tapasztalata volt. Az építést a szintén holland Jacobus Johannes van Ronzelen felügyelte. Ronzelnt a városállam kikötőfejlesztési igazgatóvá nevezték ki és felkérték a kiviteli tervek elkészítésére. A mesterséges medence 750 méter hosszú, 57,5 méter széles és 8,5 méter mély volt. A Weserrel a Geeste folyócska kimélyített szakasza és egy zsilip kötötte össze. A kor technikai színvonala nem tette lehetővé az építkezés gépesítését, ezért a kikötőmedencét kézzel ásták ki. A medence partfalait tölgygerendákkal támasztották ki és vesszőfonatokkal erősítették meg. Több kikötőcölöphöz vezető stéget is építettek. A kitermelt földet szekerekkel szállították el. Az építkezésen 900 munkás dolgozott, a munkálatok a kezdetleges feltételek miatt a legnehezebb fizikai munkát jelentették számukra. A munkások keresete igen kevés volt, éppen csak a megélhetésüket fedezte. A katasztrofális munkakörülményeket jól szemléltei, hogy a dolgozók 5%-a betegedett meg az építkezés első heteiben.
A zsilip alapkövét 1828. július 12-én rakták le. Alig több mint két évvel később, 1830. szeptember 1-jén a kikötő építése befejeződött. Az munkálatok 600 000 birodalmi aranytallért emésztettek fel. 1830. szeptember 13-án a Baltimore-ból érkező Dramper befutott az Alter Hafenbe, megnyitván ezzel Bremerhaven kikötőjét.

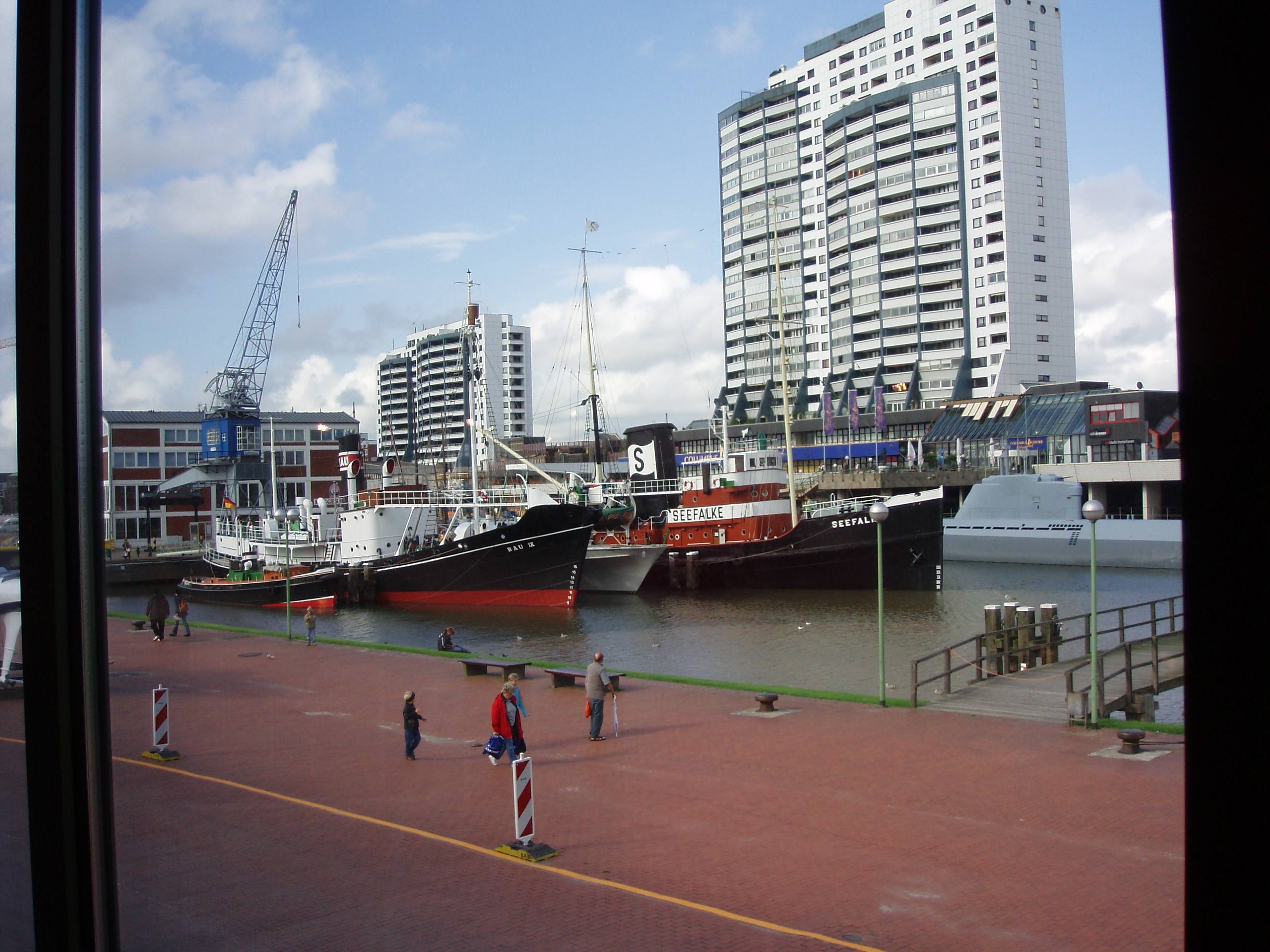
A Régi kikötő napjainkban

A Régi kikötő partjain eredetileg kézi erővel működtethető ún. rakodógémek működtek. Ezeket a 19. század második felében előbb gőzüzemű, majd elektromos darukra cserélték. A század végére a Régi kikötő forgalma visszaesett, mivel a Brémában megnyitott új dokkok kedvezőbb kirakodási lehetőséget kínáltak. 1891-től kezdve a Régi kikötőt halászkikötőként üzemeltették. 1892-től halárveréseket tartottak partjain. A halászat azonban az első világháború befejeződése után hanyatlani kezdett. 1826-ban a Geeste felé vezető elavult zsilipet betemették. Ettől kezdve a Régi kikötőt csak a szomszédos Neuer Hafen felől lehetett megközelíteni. 1935-ben a halászati tevékenység megszűntével az egész létesítményt bezárták. 1960 és 1970 között a bremerhaveni belváros építkezései miatt a kikötőmedence egyes részeit több szakaszban feltöltötték. 1999-ben a kikötőmedence maradványait a Német Tengerhajózási Múzeum kapta meg. A partfal egy részét eredeti állapotban helyreállították. Megmaradt vízfelületén ma több múzeumhajó vesztegel.

## Fordítás
- Ez a szócikk részben vagy egészben  az   Alter Hafen (Bremerhaven) című német Wikipédia-szócikk ezen változatának fordításán alapul.  Az eredeti cikk szerkesztőit annak laptörténete sorolja fel. Ez a jelzés csupán a megfogalmazás eredetét és a szerzői jogokat jelzi, nem szolgál a cikkben szereplő információk forrásmegjelöléseként.